# Zazzisa
Zazissa o Zazisa fou un petit principat de la zona fronterera entre els hitites i Mitanni que es va formar vers el segle xvi aC i va caure sota influència de Mitanni fins que a finals del segle xv aC fou sotmesa a l'Imperi Hitita. Vers el 1360 aC el rei Tushratta de Mitanni hi va afavorir una revolta. Subiluliuma I, que probablement encara només era príncep hereu hitita, va anar a la zona i va derrotar els rebels.